# Początek (film 2009)

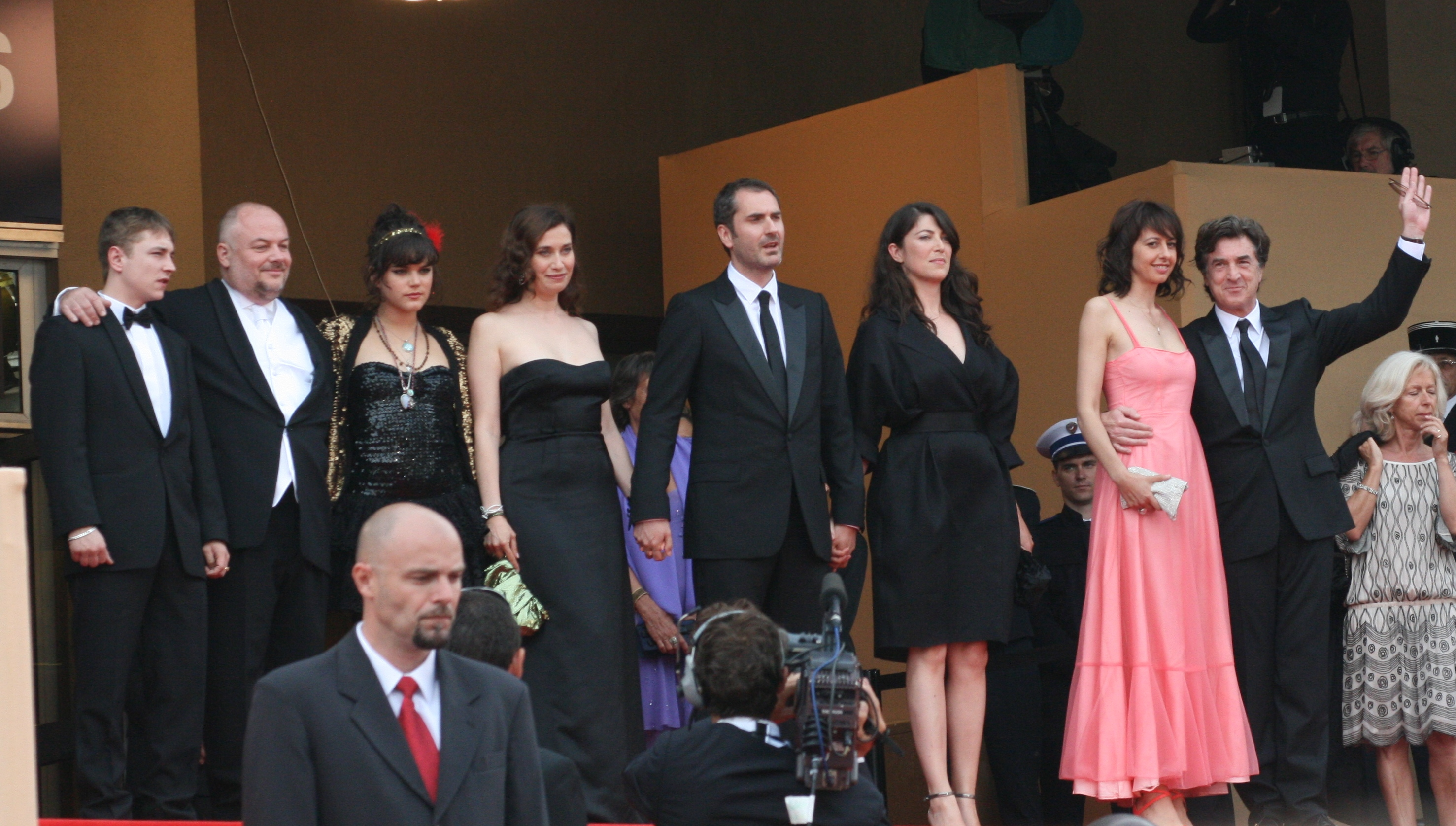
Twórcy filmu podczas uroczystej premiery na 62. MFF w Cannes.

Początek (fr. À l'origine) – francuski dramat filmowy z 2009 roku w reżyserii i według scenariusza Xaviera Giannoli. Zdjęcia kręcono w departamencie Nord (Cambrai, Onnaing, Lille).
Światowa premiera filmu miała miejsce 21 maja 2009 roku podczas 62. MFF w Cannes, gdzie film wyświetlany był w konkursie głównym.

## Opis fabuły
Mężczyzna podający się za menedżera firmy budowlanej, przybywa pewnego dnia do małego francuskiego miasteczka, które pogrążone w apatii i szarości, oczekuje, aż ktoś w końcu odmieni los jego mieszkańców. Tajemniczy przybysz szybko zdobywa zaufanie władz miasteczka oraz lokalnej społeczności. Mężczyzna otrzymuje kredyt w banku na wybudowanie autostrady, dając tym samym pracę kilkunastu osobom. Senna atmosfera miasteczka oddala się.

## Obsada
- François Cluzet jako Philippe Miller / Paul
- Emmanuelle Devos jako Stéphane
- Gérard Depardieu jako Abel
- Stéphanie Sokolinski jako Monika
- Vincent Rottiers jako Nicolas
- Brice Fournier jako Louis
- Stéphan Wojtowicz jako Marty
- Patrick Descamps jako Bollard
- Stéphane Jobert jako Patrick
- Eric Herson-Macarel jako Barracher

i inni

## Nagrody i nominacje
62. MFF w Cannes
- nominacja: Złota Palma − Xavier Giannoli

35. ceremonia wręczenia Cezarów
- nagroda: najlepsza aktorka w roli drugoplanowej − Emmanuelle Devos
- nominacja: najlepszy film − Edouard Weil, Pierre-Ange Le Pogam i Xavier Giannoli
- nominacja: najlepsza reżyseria − Xavier Giannoli
- nominacja: najlepszy scenariusz oryginalny − Xavier Giannoli
- nominacja: najlepszy aktor − François Cluzet
- nominacja: najlepsza debiutująca aktorka − Stéphanie Sokolinski
- nominacja: najlepsza muzyka − Cliff Martinez
- nominacja: najlepsze zdjęcia − Glynn Speeckaert
- nominacja: najlepszy montaż − Célia Lafitedupont
- nominacja: najlepsza scenografia − François-Renaud Labarthe
- nominacja: najlepszy dźwięk − François Musy i Gabriel Hafner